# Chiesa del Cristo (Brindisi)
La chiesa del Cristo o del Crocifisso (anche chiesa di San Domenico), si trova a Brindisi.
Fu eretta nel 1232 da frate Nicola Paglia di Giovinazzo: fu insediamento dei Domenicani.
Ha una facciata cuspidata a corsi alternati di pietre bianche e grigie, con coronamento d'archetti a scalea e un grande e ricco rosone (di restauro).
L'interno è a un'unica navata, con tetto a capriate e arco trionfale a sesto acuto, a cui si collega direttamente la modesta parte absidale, quattrocentesca (l'originaria venne demolita per consentire la costruzione delle mura cittadine). A destra dell'ingresso, in una nicchia, Madonna in trono, d'intagliatore italo-francese (di recente restaurata), e all'altare maggiore, Crocifisso (probabilmente di arte tedesca), ambedue considerate tra le più notevoli sculture lignee dipinte del XIII secolo in Puglia.
Alle pareti due altari barocchi: quello destro dedicato alla Madonna del Rosario fu commissionato dal comandante del Castello a Mare, Marco Antonio Noguerol (1640).